# Palmengartenwehr
Das Palmengartenwehr (auch: Oberes Elsterwehr) ist eine Stauanlage in Leipzig zwischen Elsterflutbett und Elsterbecken. Es ist benannt nach dem westlich benachbarten Palmengarten und gilt sowohl als Bau- als auch als technisches Denkmal.

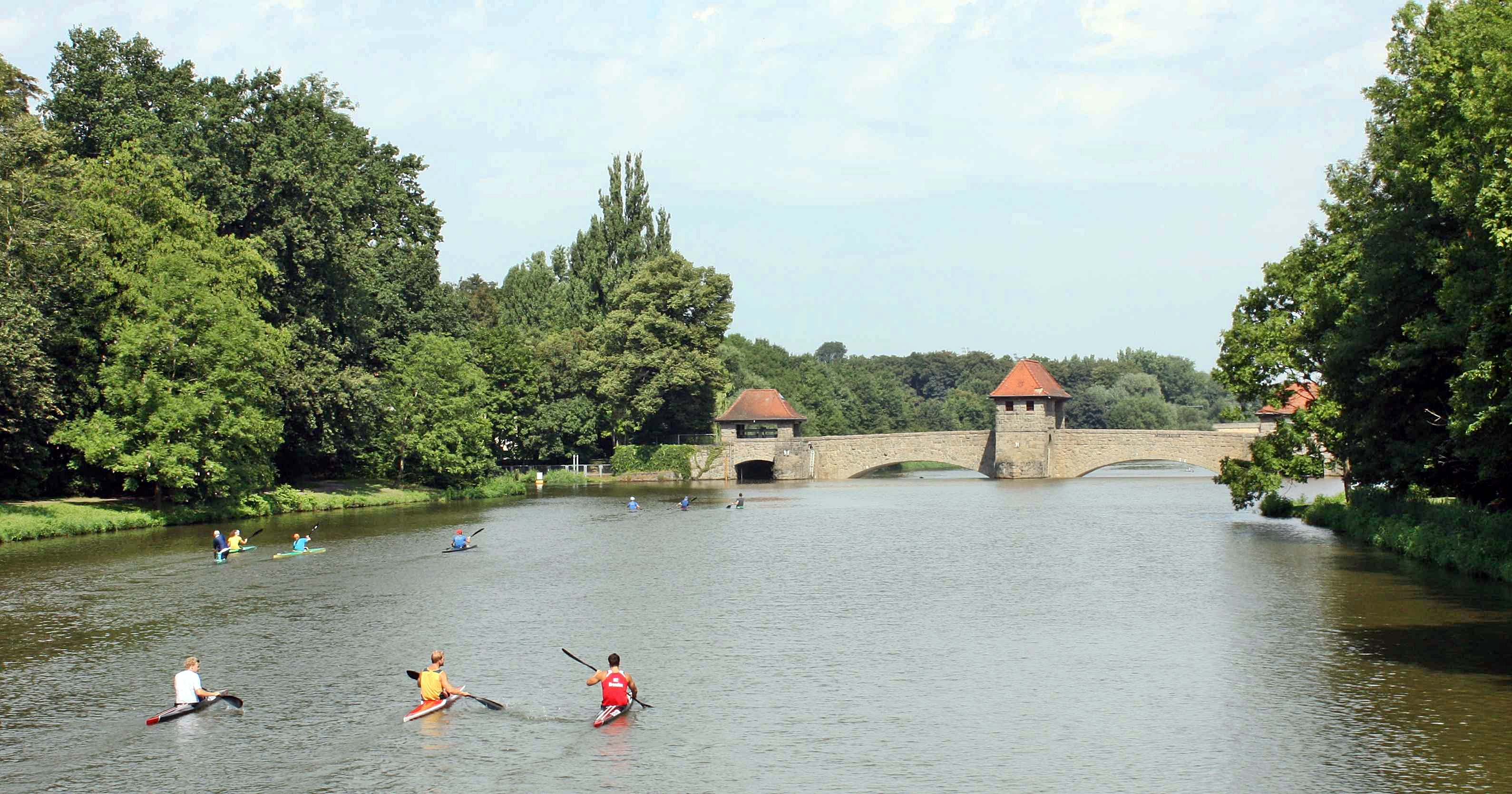
Palmengartenwehr von Süden (2013)

## Lage und Funktion
Das Palmengartenwehr liegt im Ortsteil Zentrum-West an der Grenze zum Ortsteil Lindenau. Über das Wehr führt die Fußgängerstraße Am Elsterwehr. Vor dem Wehr treffen die von Westen kommende Weiße Elster und das Wasser aus der Elster und der Pleiße führende Elsterflutbett von Süden zusammen und zweigt nach Osten der Arm der alten Elster ab, der in den Elstermühlgraben übergeht. Die Funktion des Palmengartenwehrs ist, in diesen drei Gewässern ein Niveau herzustellen, das ihre wassertouristische Nutzung ermöglicht, und im Hochwasserfall für eine schnelle Ableitung über das Elsterbecken zu sorgen.

## Beschreibung
Das Palmengartenwehr ist ein kombiniertes Walzen-Schützen-Wehr. Im Normalbetrieb werden die vom Wasser überströmten Walzen mittels einer schräg verlaufenden Zahnstange geführt und durch Zugketten rotierend höhenverstellt. Die Abdichtung unterhalb der Walze übernimmt ein mit der Walze verbundenes Stauschild, das mit der Drehung der Walze in einer entsprechend geformten Hohlkehle läuft. Im Hochwasserfall wird die Walze soweit angehoben, dass das Stauschild die Hohlkehle verlässt und der untere Ablauf frei wird. Die zusätzlichen Schütze ermöglichen weitere Ableitungen. Die Absperrteile werden elektrisch betrieben, sind aber bei Netzausfall auch per Hand verstellbar. Einmal pro Jahr erfolgt eine Inspektion der Anlage bei geöffneter Schleuse. Wegen der dann abgesenkten Pegelstände ist in dieser Zeit jede Nutzung der Gewässer verboten.
Das Wehr ist eine Vierbogenkonstruktion mit zwei großen mittleren Bögen mit den Walzen von 18,6 Meter Länge und 2,1 Meter Durchmesser und zwei kleineren Bögen mit den Schützen. Die maximale Stauhöhe beträgt 3,56 Meter.
Die Anlage hat drei Aufbauten, in der Mitte das Betriebshaus für die Walzen ünd uber den kleineren Seitenbögen die Schützhäuser. Wehr und Häuser sind mit Granitsteinen verblendet. Die Häuser tragen ziegelgedeckte Walmdächer.

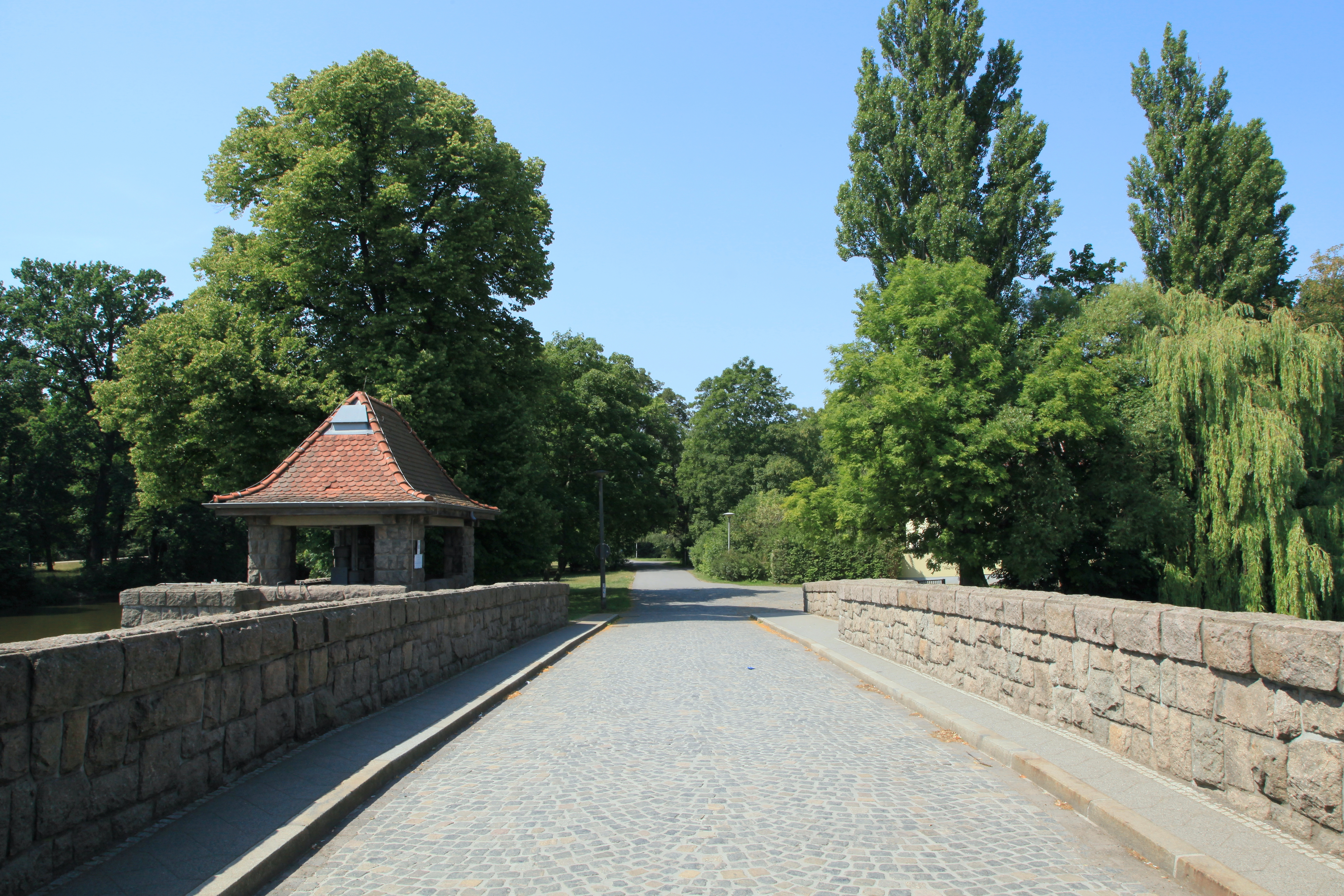
Brücke über das Wehr (2015)
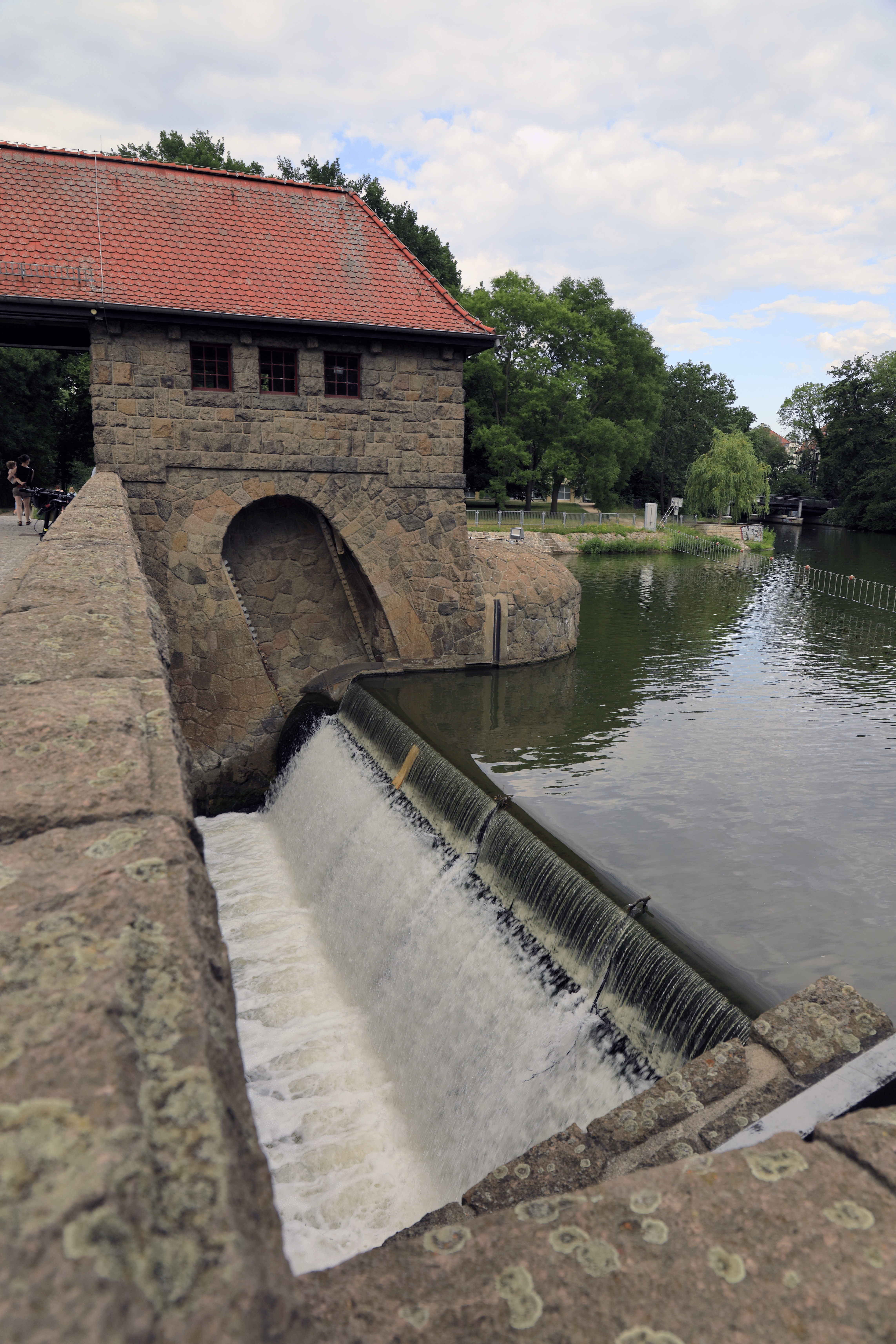
Walze mit Zugkette (2022)
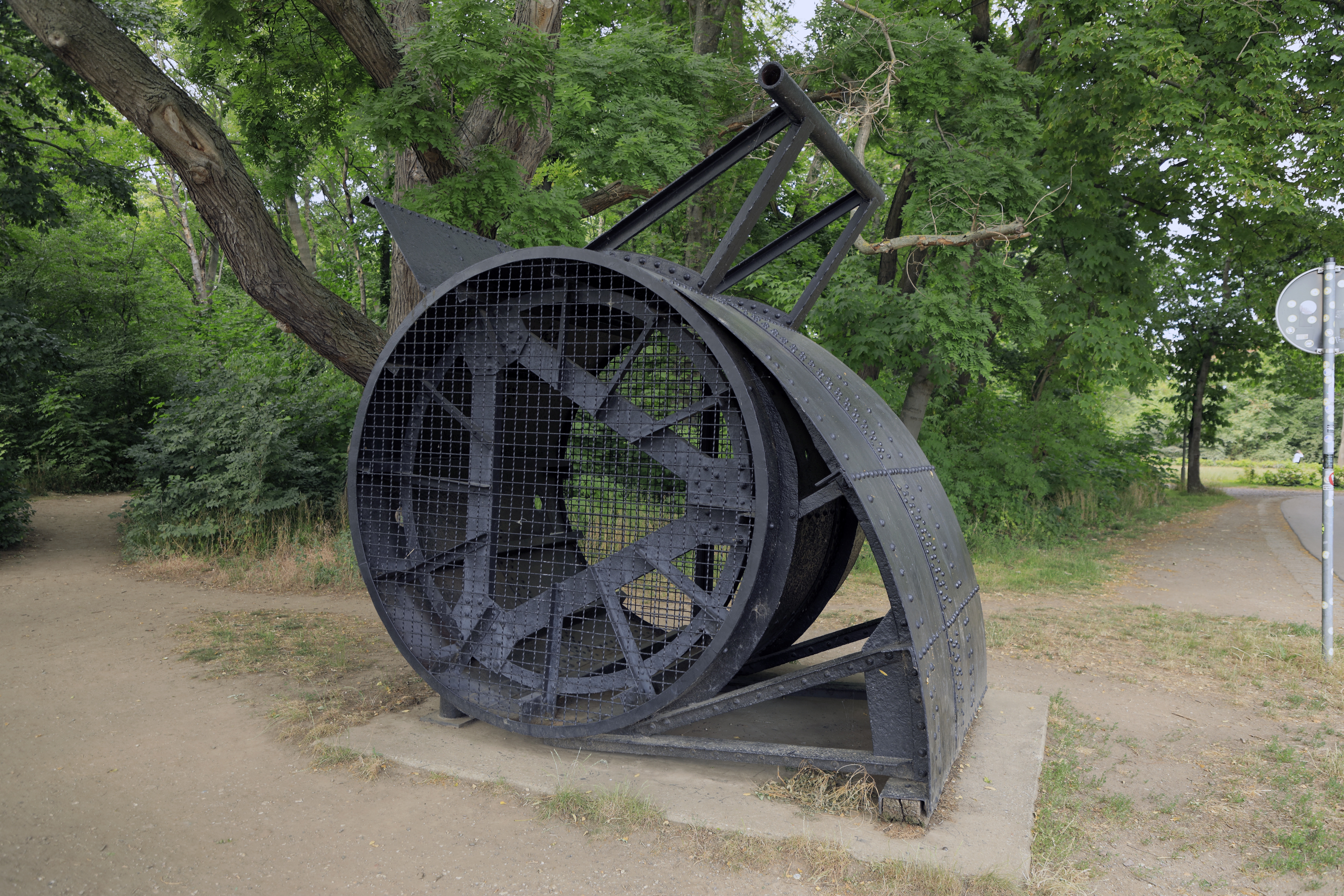
Walzenabschnitt (2022)
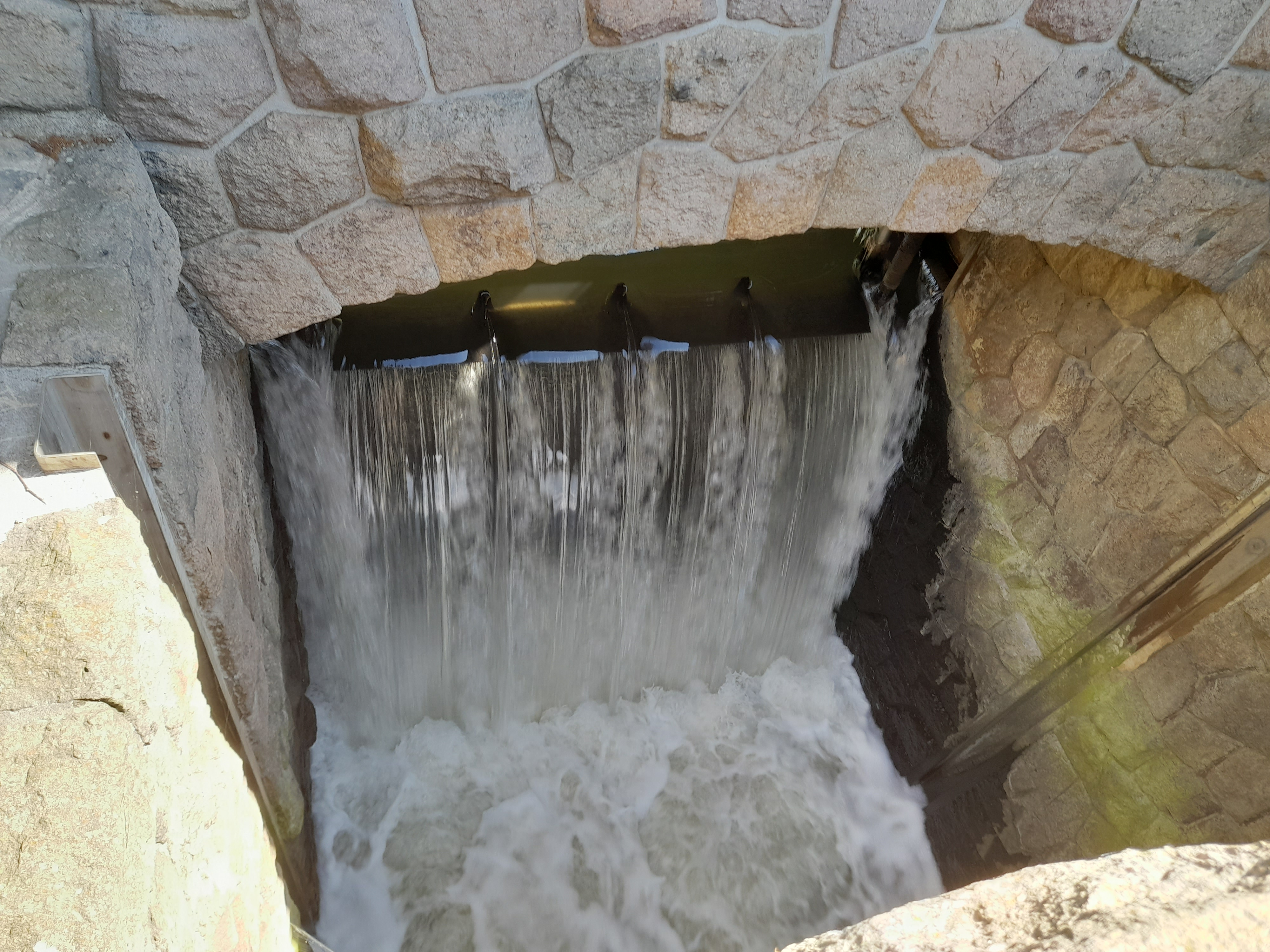
Überströmter Schütz (2023)

## Geschichte
Das Palmengartenwehr wurde von 1913 bis 1917 im Rahmen der Anlage des Elsterbeckens als Hochwasserschutzfläche errichtet. Die architektonische Gestaltung und die Bauleitung lagen in den Händen des Leipziger Architekten Georg Wünschmann (1868–1937).
Nach jahrelanger ungestörter Nutzung kam es im Juli 1954 zur Katastrophe, als sich bei einer Hochwasserlage das Wehr zur Erhöhung des Abflusses nicht öffnen ließ und große Teile der Westvorstadt und des Waldstraßenviertels überschwemmt wurden. Anfang der 1990er Jahre erfolgte eine Grundinstandsetzung aller Anlagenteile.

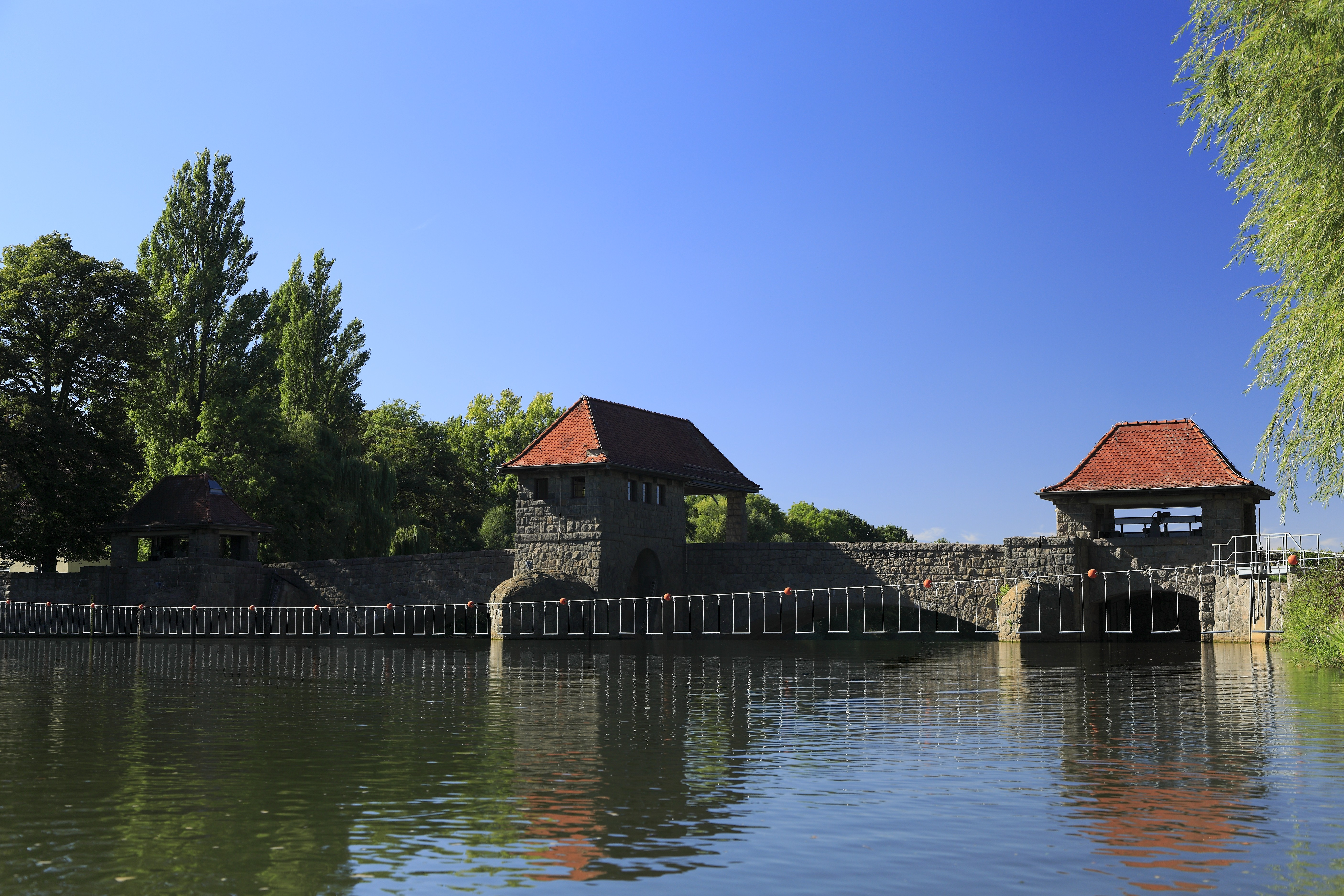
Seil mit Haltegriffen (2016)

Am 13. April 2008 ereignete sich am Palmengartenwehr ein Unfall, bei dem ein mit Schülern besetztes Sportboot (Vierer mit Steuermann) bei der Anfahrt aus der Elster zum Startpunkt im Elsterflutbett trotz warnender Bojenkette in den Sog des Wehrs geriet und über das Wehr gerissen wurde. Ein Junge starb und ein weiterer behielt bleibende Schäden. Als zusätzliche Sicherheit wurde 2016 kurz vor dem Wehr ein höhenverstellbares Rettungsseil mit 64 Haltegriffen montiert.